# Łączy nas Polska
Łączy nas Polska – cotygodniowy magazyn telewizyjny TVP3 Białystok o Polakach ze Wschodu żyjących na Białorusi, Estonii, Litwie, Łotwie, Rosji i Ukrainie, w programie informacje o wszystkich sprawach i problemach Polaków ze wschodniej Europy.

## O programie
Ukazuje się od 1997 r. najpierw w programie wszystkich mniejszości narodowych i etnicznych na Podlasiu oraz Polakach ze Wschodu pt. Sami o sobie w wymiarze od 8 do 12 minut tygodniowo. Prezenterką, która zapowiadała tematy ze studia była wtedy Magdalena Piech. W kwietniu 1999 r. nadal ukazywał się co tydzień, tylko, że już jako samodzielna audycja z wydłużoną do 20 min emisją, którą potem ograniczono do 15 bez studia z obecnym tytułem. Program powstał głównie z myślą o Polakach ze Wschodu, których na Białorusi mieszka 400 000, Litwie 250 000, Ukrainie 150 000, Rosji 73 000, Łotwie 57 227 i Estonii 2200, w sumie około 932 427.